# Redmi Go
Lo Xiaomi Redmi Go è uno smartphone di fascia bassa prodotto da Redmi, sub-brand di Xiaomi, presentato a gennaio 2019 e distribuito a febbraio 2019.

## Caratteristiche tecniche

### Hardware
Il Redmi Go misura 140.4 x 70.1 x 8.4 millimetri e pesa 137 grammi. Ha un retro e un frame laterale in plastica e la parte anteriore in vetro.
È dotato di chipset Qualcomm Snapdragon 425, con CPU quad-core e GPU Adreno 308. Ha 1 GB di RAM e 8/16 GB di memoria interna eMMC 5.1, espandibili tramite microSD.
Ha uno schermo IPS LCD ampio 5" pollici con risoluzione HD e aspect ratio 16:9.
È dotato di fotocamera posteriore doppia da 8 megapixel con f/2.0 e autofocus, in grado di registrare video full HD a 30 fps, e fotocamera anteriore da 5 megapixel, con f/2.2.
È dotato di connettività GSM/HSPA/LTE, di Wi-Fi 802.11 b/g/n, Wi-Fi Direct, hotspot; di Bluetooth 4.1, A2DP, LE; A-GPS, GLONASS, BDS; di jack audio da 3.5 mm, di porta microUSB 2.0 OTG e di radio FM.
Ha una batteria agli ioni di litio non removibile da 3000 mAh.

### Software
Di serie ha Android Oreo 8.1 con Android Go, versione di Android semplificata e più leggera per smartphone di fascia bassa.

## Accoglienza e vendite
In India, il prezzo di lancio di Redmi Go è stato di Rs. 4499, circa 60 euro, meno del concorrente Nokia 1 ma più del popolare Jiophone 2, telefono con tastiera QWERTY e sistema operativo KaiOS venduto a circa 40 euro.
Il sito AndroidWorld ha valutato il Redmi Go 7.5/10, considerandolo un dispositivo che, nonostante i numerosi svantaggi, si comporta meglio di come ci si aspetterebbe da uno smartphone dotato di 1 GB di RAM, mentre GizChina è stato più critico nei confronti del dispositivo, ritenendolo ben lontano dall'essere un best buy e meno consigliabile di dispositivi come Redmi 7A.
Su AndroidAuthority lo smartphone è stato giudicato come "di gran lunga il migliore tra gli smartphone con Android Go"